# Loza fina

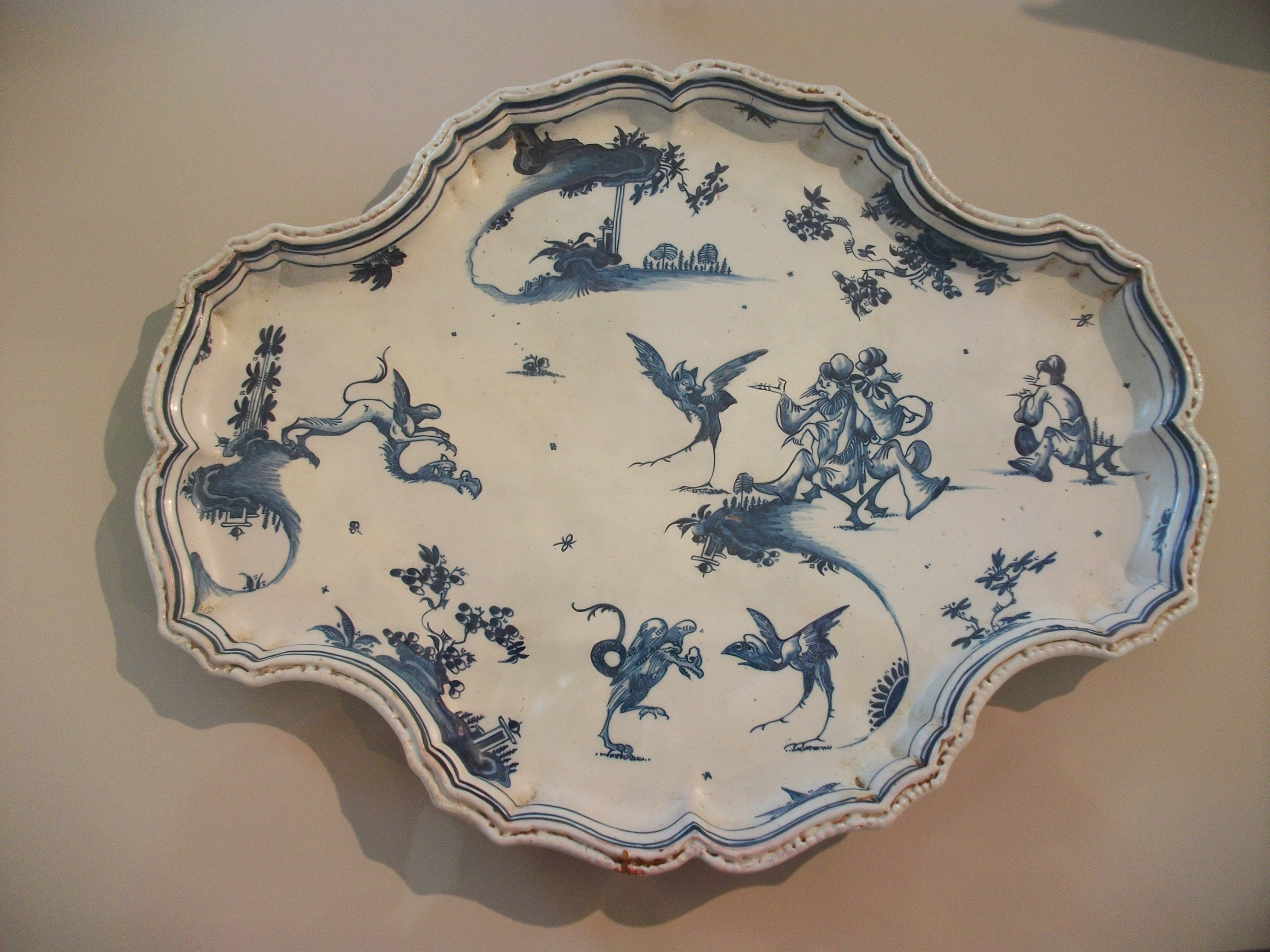
Bandeja de Pisa (1727-1750), donde se sintetiza la fayenza tradicional con la decoración “chinesca” en azul. Museo de la Cerámica (Alcora).

Loza fina o loza esmaltada se ha llamado desde el siglo XIX al conjunto de lozas de calidad superior, dirigidas a un público más selecto y por oposición a la etiqueta de loza basta reservada a la cacharrería de uso popular, ya fuera vidriada y decorada, o la loza tradicional monocroma. Los teóricos de la cerámica han acuñado a su vez el título de cerámica fina, usado en la cultura occidental al referirse a productos de fina textura, sean loza, gres, porcelana u otro tipo de pastas de selecta elaboración.
En el Reino Unido continua asociándose a las lozas fabricadas con tierra de pipa, uno de los procesos revolucionarios de los ceramistas ingleses del siglo XVIII, en tanto que en Japón, por ejemplo, designa a la obra cerámica de alta tecnología.

## Tipos de esmalte en las lozas finas
Esmalte alcalino (álcalis y plomo)con óxidos de cobre vitrifica en color turquesa.
Esmalte blanco o estannífero (estaño, plomo, sal y agua)proporciona una base blanca más o menos opaca.
Esmalte de circonioblanco intenso, brillante y opaco.
Esmalte de estaño (sílice, plomo y estaño)blanco heterogéneo, brillante y opaco.
Esmaltín (estaño y cobalto)ligeramente azulado.
Esmaltina azul (cobalto y arsénico)a partir de la esmaltina, mineral de color gris acero.

## Latierra de pipaen España

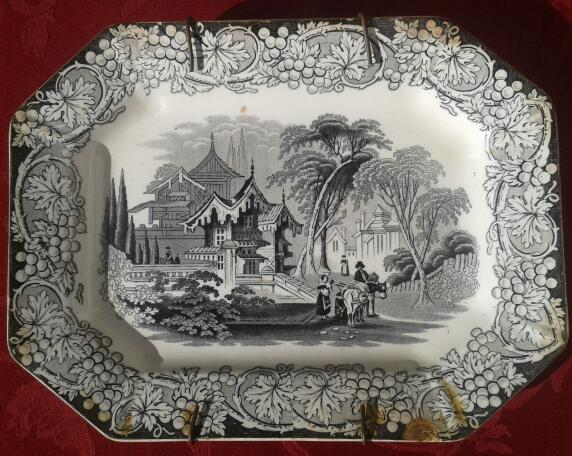
Fuente ochavada de loza fina de San Mamés de Busturia (1842- 1867). Blanco estannífero y negro de óxido de manganeso. Representa un paisaje con reminiscencias chinescas con dos personajes y sus mulas, motivo recurrente en esta cerámica vizcaína, conocido con el nombre de "muleros".

En el siglo XIX, Francisco de Paula Mellado diferenciaba los siguientes tipos de loza fina o inglesa según su composición: loza fina caliza, loza fina feldespática, cream colour (loza de color crema o creamware).
En la España decimonónica, además de la producción privada de la Real Fábrica de La Moncloa, la producción más importante saldría de las fábricas de Alcora (Castellón), Cartagena (Murcia), Manises (Valencia), Sargadelos (Lugo), Valls y Florensa en Barcelona, la de Pickman en Sevilla (1841) y la de San Juan de Aznalfarache (1859). Otros focos productores de loza fina que también pueden mencionarse fueron, en Madrid, la fábrica de La Constancia en Vallecas (1889) y la de Valdemorillo. En la cornisa norte española, además de Sargadelos, destacaron las ya desaparecidas de Gijón, Oviedo, Busturia, Ventas de Yanci y Pasajes (1858-1910).